# Лацис, Мартын Иванович

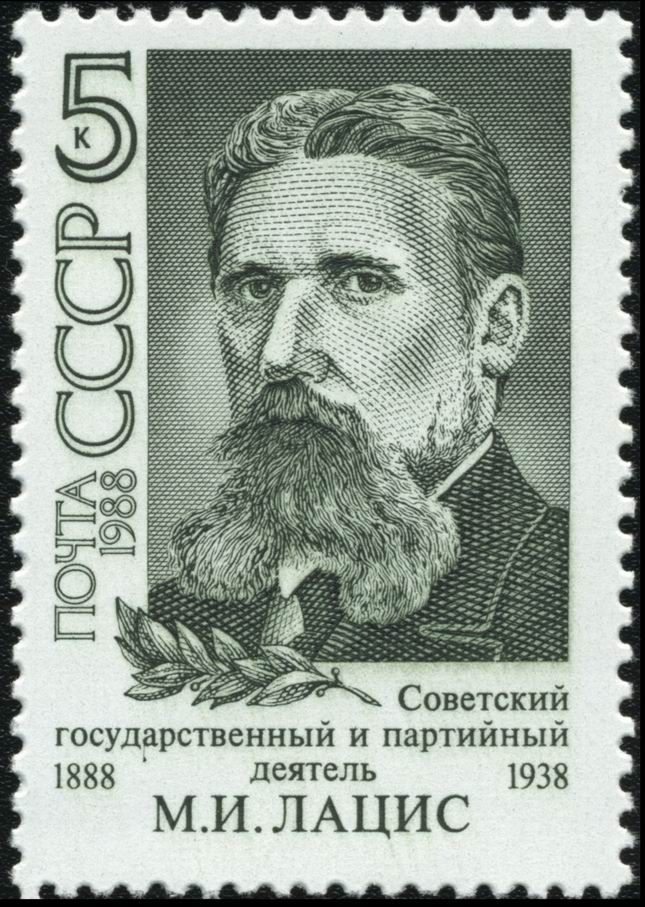
Почтовая марка СССР, 1988 год

Марты́н Ива́нович Ла́цис (также Ма́ртин или Ма́ртиньш Янович, настоящее имя — Ян Фридрихович Су́драбс (латыш. Jānis Sudrabs); 16 декабря 1888 — 20 марта 1938) — российский революционер, большевик, один из самых известных чекистов периода Гражданской войны. Расстрелян в 1938 году, реабилитирован посмертно.

## Детство
Ян Фридрихович Судрабс родился 16 декабря 1888 года в усадьбе Рагайни Розенбекской волости Венденского уезда Лифляндской губернии, в семье латышского батрака.
Родители стремились дать единственному сыну хорошее образование, но бедность и старость отца не позволили оплатить обучение в школе. Для продолжения учёбы с восьми лет работал пастухом, затем уехал в Ригу, где устроился учеником столяра и подсобным рабочим в его магазине. После полутора лет работы Ян решил стать народным учителем и с этим намерением в 1905 году уволился и уехал из города обратно в деревню, чтобы подготовиться к экзаменам в учительской семинарии.
Однако в 1905 году, уйдя в революцию, проваливает вступительные экзамены и переходит на нелегальное положение, став «лесным братом». Весной 1906 года возвратился к работе. Помогая преподавателям в Энгельгартовском училище, занимался самообразованием, и в 1908 году в Риге сдал экзамен на народного учителя и к осени нашёл место учителя в Велико-Роопском приходском училище.

## Революционная деятельность
Ещё весной 1905 года вступил в Социал-демократическую партию Латышского края (СДЛК). С конца 1905 года, параллельно с работой учителем в реальном училище, занимался нелегальной пропагандой, числился пропагандистом ЦК СДЛК.
В 1907 году он, опасаясь ареста, бежал из Лифляндской губернии, сделав себе новый паспорт на имя Мартына Ивановича Лациса.
С 1912 года — в Москве, слушатель Народного университета. В августе 1915 года был арестован за организацию подпольной типографии и сослан в Иркутскую губернию. По пути к месту ссылки бежал, тайно прибыл в Петроград и вошёл в состав Петроградского комитета РСДРП.
В 1917 году был одним из организаторов Красной гвардии Петрограда. С октября 1917 года — член Выборгского районного штаба по подготовке восстания, затем член Петроградского военно-революционного комитета (ВРК) и руководитель Бюро комиссаров ВРК. Непосредственный участник Октябрьской революции.

## ВЧК
20 мая 1918 года был принят в члены Коллегии ВЧК, а вскоре возглавил отдел ВЧК по борьбе с контрреволюцией. Летом 1918 года временно заменял Ф. Дзержинского на посту председателя ВЧК. Вместе с Дзержинским и В. Александровичем входил в первую «тройку». Когда возникли первые конфликты ВКП(б) с левыми эсерами, стал настаивать на их выводе из коллегии ВЧК. В июле 1918 года вместе с командиром красных латышских стрелков И. И. Вацетисом руководил подавлением левоэсеровского мятежа в Москве.
С мая 1918 года — член коллегии ВЧК, в июле — ноябре 1918 года — председатель ЧК и Военного трибунала 5-й армии Восточного фронта (16 июля 1918 г. председатель Совнаркома В. И. Ленин подписал постановление, согласно которому ему поручалось организовать «Комиссию по борьбе с контрреволюцией на Чехословацком фронте»). С 1919 по 1921 годы Лацис занимал пост председателя Всеукраинской ЧК и лично руководил Киевской ЧК.
9 января 1919 года, участвуя в заседании Президиума ВЧК (кроме него, присутствовали Я. Петерс, И. Ксенофонтов и секретарь Мурнек) вынес постановление: «Приговор ВЧК к лицам бывшей императорской своры — утвердить, сообщив об этом в ЦИК». По этому постановлению в Петрограде были расстреляны великие князья Николай Михайлович, Георгий Михайлович, Павел Александрович и Дмитрий Константинович.
Ряд воспоминаний современников указывает на большую личную жестокость Лациса. Такая оценка подтверждается как материалами, собранными деникинской комиссией, расследовавшей действия Всеукраинской ЧК, так и рядом изречений и действий самого Лациса.
М. Лацис писал в газете «Красный меч»:

Для нас нет и не может быть старых устоев морали и «гуманности», выдуманных буржуазией для угнетения и эксплуатации «низших классов». Наша мораль новая, наша гуманность абсолютная, ибо она покоится на светлом идеале уничтожения всякого гнёта и насилия. Нам всё разрешено, ибо мы первые в мире подняли меч не во имя закрепощения и угнетения кого-либо, а во имя раскрепощения от гнёта и рабства всех. ...
Жертвы, которых мы требуем, жертвы спасительные, жертвы, устилающие путь к Светлому Царству Труда, Свободы и Правды. Кровь. Пусть кровь, если только ею можно выкрасить в алый цвет серо-бело-чёрный штандарт старого разбойного мира. Ибо только полная бесповоротная смерть этого мира избавит нас от возрождения старых шакалов, тех шакалов, с которыми мы кончаем, кончаем, миндальничаем, и никак не можем кончить раз и навсегда...
Также легендарной стала цитата из его статьи, опубликованной 1 ноября 1918 года в журнале «Красный террор», издаваемом ЧК:

Мы не ведём войны против отдельных лиц. Мы истребляем буржуазию как класс. Не ищите на следствии материалов и доказательств того, что обвиняемый действовал делом или словом против советской власти. Первый вопрос, который мы должны ему предложить, — к какому классу он принадлежит, какого он происхождения, воспитания, образования или профессии. Эти вопросы и должны определить судьбу обвиняемого. В этом — смысл и сущность красного террора.

За данную цитату был резко раскритикован в партийной газете «Правда» и непосредственно Лениным, о чем позднее вспоминал:

 Владимир Ильич напомнил мне, что наша задача отнюдь не состоит в физическом уничтожении буржуазии, а в ликвидации тех причин, которые порождают буржуазию... Я ему разъяснил, что мои действия точно соответствуют его директивам и что в статье мною просто допущено неосторожное выражение...
На посту члена ВЧК выступал последовательным сторонником усиления её карательных функций. В конце 1918 года выступил резко против предложения Наркомата юстиции об изъятии у ЧК права выносить смертные приговоры и полагал необходимым оставить за ЧК надзор за контрреволюционными элементами, предварительное расследование, суд и исполнение наказаний. Взгляды на деятельность ЧК были позднее изложены им же в книге «Чрезвычайные комиссии в борьбе с контрреволюцией»:

ЧК — это не следственная коллегия и не суд. [...] Это — боевой орган партии будущего, партии коммунистической. Она уничтожает без суда или изолирует от общества, заключая в концлагерь. Мы всё время были чересчур мягки, великодушны к побеждённому врагу и недооценивали его жизнеспособность и подлость... В самом начале необходимо проявить крайнюю строгость, неумолимость, прямолинейность: что слово — то закон. Работа ВЧК должна распространяться на все те области общественной жизни, где вкоренилась контрреволюция, за военной жизнью, за продработой, за народным просвещением, за всеми положительно хозяйственными организациями, за санитарией, за пожарами, за народной связью и т. д. и т. д.
Материалы деникинской комиссии по расследованию действий Всеукраинской ЧК, созданной после захвата Добровольческой армией Киева в конце 1919 года, отмечают высокую жестокость расправ и большое количество жертв ВуЧК (по данным деникинской комиссии, с апреля по август 1919 года в Киеве было уничтожено порядка 10 000 человек).
Как официальный историограф ВЧК, М. Лацис составил отчёт о её деятельности за 4 года, а также написал ряд брошюр и статей о работе ЧК.

## Послевоенная деятельность
В 1922 году, выступая за периодическую ротацию чекистских кадров, перешёл на руководящую работу в хозяйственные органы. Был на партийной и научной работе. Был членом коллегии Главсоли, затем председателем образованного им Солесиндиката. С 1923 года работал в НК земледелия.
С 5 января 1927 года по 9 февраля 1928 года — директор Московского межевого института. В 1932—1937 годах — директор Московского института народного хозяйства. В Москве проживал по адресу : г. Москва, ул. М. Горького, д.22, кв.2
В июне 1937 года «Правда» выступила со статьёй «Политическая слепота или пособничество врагам?», в которой выражалось «политическое недоверие» директору Института народного хозяйства имени Г. В. Плеханова М. Лацису за  «защиту и прямое укрывательство врагов народа».

## Арест и казнь
29 ноября 1937 года арестован. Приговорён к расстрелу 11 февраля 1938 года Комиссией наркома НКВД и Прокурора СССР по обвинению в том, что «состоял в „центре“ фашистской националистической латышской организации при обществе „Прометей“». Расстрелян 20 марта 1938 года на Бутовском полигоне.
Реабилитирован посмертно 2 июня 1956 года.

## Сочинения
- Чрезвычайные комиссии по борьбе с контрреволюцией. — М.: Гос. изд-во, 1921. — 62 с.

## В искусстве
- Мартын Лацис присутствует среди действующих лиц художественного фильма «Адъютант его превосходительства» (1969), в котором он действует в качестве начальника Всеукраинской ЧК. Интересно, что в фильме другие герои зовут его «Мартин Янович». Роль исполняет режиссёр фильма Евгений Ташков. Также появляется в художественных фильмах «Долгий путь в лабиринте» (1981) и «Бой на перекрёстке» (1982), где его играет Всеволод Абдулов, «Шестое июля» (1968) — в роли Улдис Думпис, «Преодоление» (1983) — Айварс Силиньш.